# تان كرون
تان كرون (بالهولندية: Tan Crone)‏ هي عازفة بيانو هولندية، ولدت في 2 مارس 1930، وتوفيت في 17 يناير 2009.

## وصلات خارجية
- تان كرون على موقع ميوزك برينز (الإنجليزية)
- تان كرون على موقع ديسكوغز (الإنجليزية)